# مايكل العظيم (سفينة)
مايكل العظيم (بالإنجليزية: Great Michael) كانت سفينة ضخمة من أسطول البحرية الملكية الاسكتلندية، وشُيّدت في عهد جيمس الرابع ملك اسكتلندا كجزء من سياسة تعزيز القوة البحرية للمملكة في أوائل القرن السادس عشر. كانت تُعرف شعبيًا باسم مايكل، وتُعد إحدى أكبر السفن في أوروبا في زمانها.

## البناء
بدأ بناء السفينة في نيوهافن قرب إدنبرة عام 1507، وأُطلق عليها رسميًا اسم مايكل، نسبة إلى رئيس الملائكة ميخائيل، راعي المملكة. وقد اكتمل بناؤها في عام 1511. بلغ طولها أكثر من 73 مترًا، وكانت تزن حوالي 1,000 طن، وتضم أربعة طوابق وأكثر من 24 مدفعًا، إضافة إلى مساحة تكفي لنحو 1,000 جندي وبحّار.

## الخدمة
كانت مايكل العظيم سفينة القيادة للأسطول الاسكتلندي، وشاركت في استعراض القوة البحرية أمام ممالك أوروبا. ومع ذلك، لم تُشارك فعليًا في معارك كبرى تحت القيادة الاسكتلندية. بعد وفاة الملك جيمس الرابع في معركة فلودن عام 1513، دخلت المملكة في اضطراب سياسي ومالي، ما دفع الحكومة إلى بيع السفينة.

## البيع إلى فرنسا
في عام 1514، بيعت السفينة إلى فرنسا، حيث أُعيد تسميتها واستخدمت في الأسطول الفرنسي ضد إنجلترا. لا تُعرف تفاصيل كثيرة عن خدمتها لدى الفرنسيين، ويُعتقد أنها خرجت من الخدمة خلال العقود التالية.

## الإرث
تبقى سفينة مايكل العظيم رمزًا لطموح جيمس الرابع في بناء قوة بحرية اسكتلندية مستقلة تضاهي القوى البحرية الكبرى في أوروبا، كما تُعد شاهدًا على الحرفية المتقدمة لبناء السفن في العصور الوسطى المتأخرة في اسكتلندا.

## وصلات خارجية
- مقال تاريخي عن مايكل العظيم – Historic UK
- Great Michael – الأرشيف الوطني البريطاني